# Mystery Song
Singles de Status Quo
Rain
(1976) Wild Side of Life
(1976)
Mystery Song est le deuxième single issu de l'album Blue for You du groupe anglais Status Quo.

## Historique
Ce titre fut enregistré en décembre 1975/ janvier 1976  aux Phonogram studios de Londres. Sa version en single fut raccourci de près de trois minutes par rapport à la version de l'album qui fait 6 minutes 44 secondes. Ce single composé par Rick Parfitt et  Robert Young atteindra la 11e place dans les charts britanniques.
La face B est un titre tiré de l'album Quo, Drifting Away.

## Liste des titres
- Face A : Mystery Song (Rick Parfitt / Robert Young - 3:58
- Face B : Drifting Away (Alan Lancaster / Rick Parfitt) - 5:05

## Musiciens
- Francis Rossi : guitares, .
- Rick Parfitt : chant, guitare.
- Alan Lancaster : basse.
- John Coghlan : batterie, percussions.

## Charts
| Date       | Chart             | durée du classement | Position |
| ---------- | ----------------- | ------------------- | -------- |
| 14/08/1976 | UK Singles Chart  | 9 semaines          | 11e      |
| 20/09/1976 | Single Top 100    | 5 semaines          | 38e      |
| 04/09/1976 | (V) Ultratop      | 4 semaines          | 21e      |
| 21/08/1976 | Mega Top 50       | 4 semaines          | 15e      |
| 08/02/1977 | Sverigetopplistan | 3 semaines          | 13e      |